# همه‌پرسی انحلال مجلس شورای ملی
همه‌پرسی انحلال هفدهمین دورهٔ مجلس شورای ملی در تاریخ ۱۲ مرداد ۱۳۳۲ در تهران و ۱۹ مرداد در سراسر کشور برگزار شد.
محمد مصدق نخست‌وزیر وقت این همه‌پرسی را برگزار کرد. انحلال مجلس هفدهم ۲۵ مرداد اعلام شد، ولی شاه با انحلال مجلس موافقت نکرد و فرمان انحلال را چهار ماه پس از کودتا در ۲۸ آذر ۱۳۳۲ صادر نمود.

## پیشینه

### انتخابات مجلس هفدهم
در مجلس شانزدهم نفت ملی شد و فرصت به قانون انتخابات نرسید. برای همین انتخابات مجلس هفدهم با قانون پیش برگزار شد.
در انتخابات مجلس شورای ملی هفدهم سال ۱۳۳۰، جبههٔ ملی توانست هر ۱۲ کرسی تهران و در سراسر کشور ۳۰ نمایندهٔ مستقیم یا غیرمستقیم به دست آورد. انتخابات (که بایست برای ۱۳۶ کرسی برگزار شود) پس از رسیدن به ۷۹ کرسی متوقف شد. پس ۴۹ نمایندهٔ دیگر که از شهرهای دیگر و روستاها بودند حامیان دربار و کشور بودند.
حدود ۱۰ نماینده محافظه‌کار بودند و حدود ۲۵–۳۰تای دیگر عضو حزب باد بودند که به اینور گراییدند.
علت توقف انتخابات در حد ۸۰ نماینده این بود که مصدق می‌خواست به دادگاه لاهه رود و می‌ترسید دیگر نمایندگان را با اعمال نفوذ روی کار آورند و فرمان ایست انتخابات را داد و کمینهٔ نمایندگان به مجلس راه یافتند.
نبود مشروطیت مناسب در نظام و نظارت دقیق بر قانون‌شکنی‌های دربار به‌ویژه در شهرهای کوچک و روستاها این اختلاف فاحش با تهران را می‌تواند توجیه کند.
مصدق خواستار کامل آزاد برگزار شدن انتخابات بود، ولی این باعث شد دست ارتش و محافظه‌کاران برای جلوگیری از تقلب مصدق در استان‌ها بازماند.
همین استدلال برایش کافی بود که ادعا کند آزادی در انتخابات وجود نداشته‌است و در حالی که گروه‌های سیاسی از این انتخابات اعلام نارضایتی می‌کردند. نخست‌وزیر ایران نادرست بودن انتخابات را اعلام کرد. او در بالاترین مقام اجرایی کشور ادعا کرد که حاضر نبوده پیش از اصلاح قانون انتخابات، اقدام به برگزاری انتخابات دورهٔ هفدهم مجلس نماید، اما برای جلوگیری از فترت ناچار شد با همان قانون ناقص عمل کند و با همهٔ تلاشی که به کار برد، آن گونه که انتظار می‌رفت توفیقی حاصل نشد.

### درگیری مصدق با مجلس
او شروع به اصلاحات گسترده‌ای در عرصه‌هایی گوناگون کرد. مصدق برای این اصلاحات از مجلس می‌خواست که اختیارهایی فراقانونی به وی دهد. وی که با تصویب طرح‌هایی دنبال کاهش نفوذ درباریان در امور بود و هیئت دولت را از روحانیان  تهی کرده‌بود، با حامیان مذهبیش به رهبری آیت‌الله کاشانی نیز به مشکل خورده‌بود، او چندین وزارت‌خانه را به غیرمذهبیان و حتی ضد روحانیان داده‌بود.
علی زهری دولت مصدق را به بهانهٔ بدرفتاری با بازداشت‌شدگان و شکنجه استیضاح کرد و مجلس هم دست ملیگرایان و روحانیان بود. مصدق که دولت را در شرف سقوط می‌دید از نمایندگان طرفدارش خواست که استعفا کنند و چنین شد و جلسه‌ها به حد نصاب نرسید و مجلس از رسمیت افتاد. مصدق موفق شد همه‌پرسی را برگزار کند.

## برگزاری رفراندم
این همه‌پرسی نخستین همه‌پرسی تاریخ ایران بود.
متن این همه‌پرسی در پرسشی در مورد بقای دولت یا مجلس بود:
«اگر با این دولت و نقشه و هدف آن موافق هستید رای به انحلال مجلس بدهید تا مجلس دیگری تشکیل شود که بتواند در راه تأمین آمال ملت با دولت همکاری کند و اگر با ادامه وضع کنونی مجلس موافقید تا دوره هفدهم سپری شود و دولت دیگری روی کار بیاید که با این مجلس همکاری کند رای مخالف به انحلال مجلس بدهید».
یکی از ویژگی‌های همه‌پرسی این بود که صندوق‌های مخالف و موافق از هم جدا بود و کسانی که می‌خواستند رای مخالف دهند مشخص می‌شدند. این کار به آزادی انتخابات لطمه زد که البته دلیلش آسانی شمارش رای اعلام شد.

### مشارکت
جمعیت ایران در آن هنگام حدود ۱۷٫۵میلیون نفر بود با میزان رشد جمعیت بیش از ۲٪. با تخمین ۷۰٪ واجد شرایط رای دادن، می‌شود حدود ۱۲میلیون نفر.
البته زنان حق رای نداشته‌اند و به همین دلیل حدوداً ۶ میلیون نفر واجد شرایط می‌شدند.
با این حساب مشارکت می‌شود چیزی حدود ۳۳٪ که البته با توجه به مشارکت‌های حداقلی آن هنگام خیلی بوده‌است؛ ولی در کل زیاد نبوده‌است.

## انتخابات مجلس هجدهم
مصدق نتیجه رفراندم در خصوص انحلال مجلس و بقای دولت را خواست مردم در خصوص بقای دولت و انحلال مجلس اعلام کرد و ۲۱ اَمرداد از شاه خواست زمینهٔ انتخابات مجلس هجدهم را فراهم کند. اگرچه همه‌پرسی با تأیید ۹۹٫۹٪ مردم تصویب شد، ولی شاه برخلاف درخواست مصدق این کار را نکرد و انحلال مجلس را نپذیرفت. چرا که در قانون اساسی مشروطه، بخشی در راستای رفراندوم درباره‌ی تعطیلی مجلس تعبیه نشده بود و این اقدام، بدعت مصدق در مشروطه بود.
مصدق ۲۵ مرداد پس از شکست کودتای اول نتیجه همه‌پرسی یعنی انحلال مجلس و بقای دولت را علنی اعلام کرد.
پس از کودتای ۲۸ مرداد، در تاریخ ۲۸ آذر ۱۳۳۲ انحلال سنا و مجلس به امضای محمدرضا پهلوی رسید و در دی ماه آن سال انتخابات برگزار گردید
و اسفند مجلسین بازگشایی شدند.